# Karl Nöttig

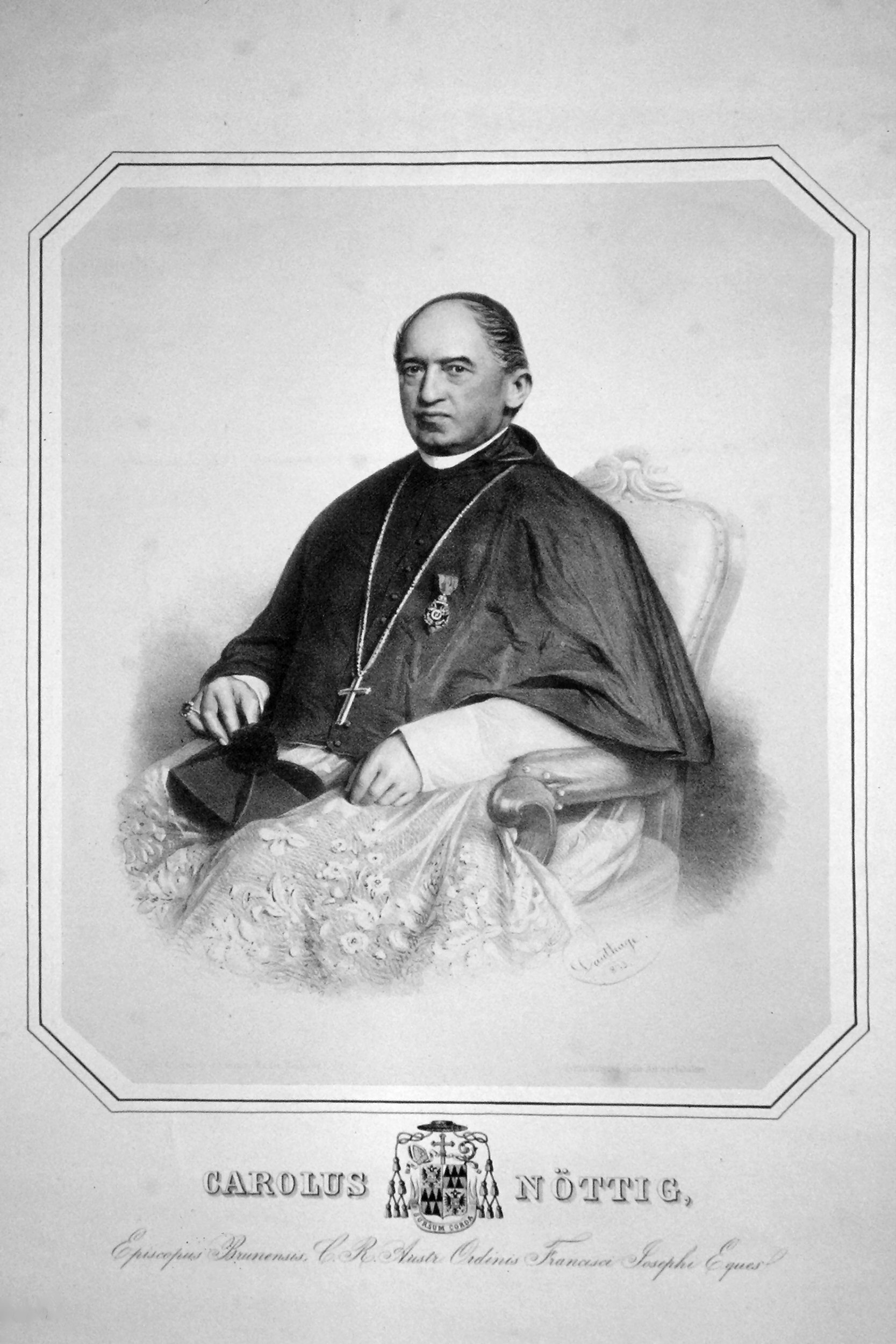
Carolus Nöttig, Lithographie von Adolf Dauthage, 1873

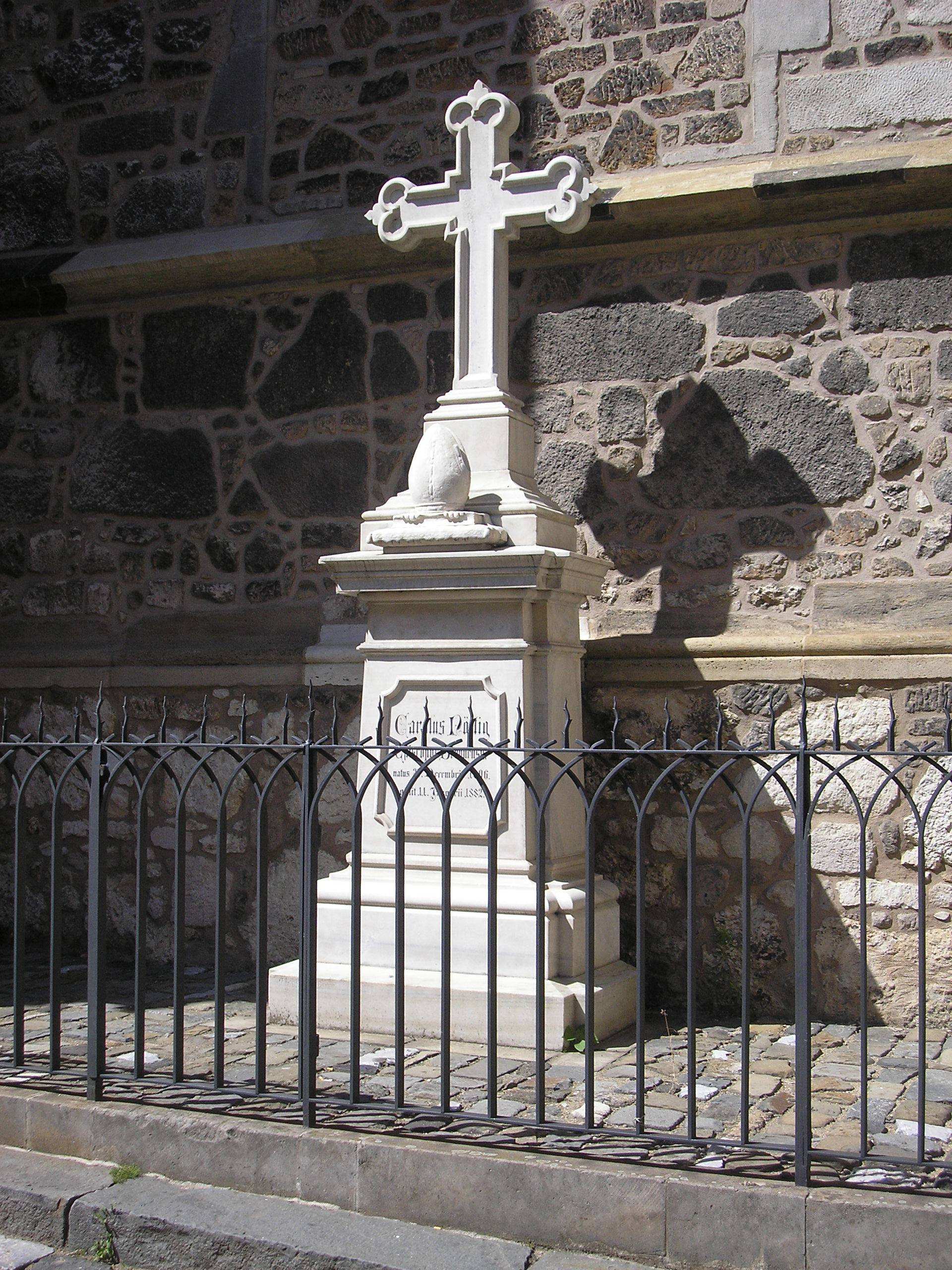
Grabstein Karl Nöttigs vor der St.-Peter-und-Paul-Kathedrale in Brünn

Karl Nöttig (* 23. Dezember 1806 in Bölten; † 14. Januar 1882) war Bischof von Brünn.

## Werdegang
Karl Nöttig wurde am 6. August 1833 in Brünn zum Priester geweiht. Nach einer seelsorglichen Tätigkeit war er ab 1847 Vizerektor und später Superior des bischöflichen Priesterseminars in Brünn. 1854 wurde er zum Kanoniker ernannt. Im selben Jahr wurde ihm die oberste Schulaufsicht in der Diözese übertragen.
Nach dem Tode des Brünner Bischofs Anton Ernst von Schaffgotsch wurde Karl Nöttig am 17. August 1870 zu dessen  Nachfolger ernannt. Der päpstlichen Bestätigung vom 29. November des Jahres folgte am 8. Januar 1871 die Bischofsweihe und am 23. Januar des Jahres die Inthronisation.
In seine Amtszeit fiel die schwierige Umsetzung der neuen interkonfessionellen Gesetze, die vor allem den Schulbereich betrafen. Neben seinem bischöflichen Wirken hielt er für den Klerus mehrere Pastoralkonferenzen ab. Aus Anlass des 100-jährigen Diözesanjubiläums im Jahre 1877 ließ er die Domkirche von Grund auf renovieren und beteiligte sich an den Kosten mit 10.000 Gulden.
Als Bischof von Brünn hatte er 1873 bis 1882 eine Virilstimme im Mährischen Landtag.